# Bajkal
Bajkal (rusky Байкал, Bajkal, burjatsky Байгал, Bajgal) je jezero v jižní části východní Sibiře, na rozhraní Burjatské republiky a Irkutské oblasti v Rusku. Je to nejstarší a nejhlubší jezero na světě. Jeho stáří se odhaduje na 25 až 30 milionů let a maximální hloubka je 1 642 m.
Po Kaspickém moři jde také o druhé největší jezero v Rusku, místní obyvatelé o něm obvykle hovoří jako o moři. V jezeře žije 1 200 druhů živočichů, z nich tři čtvrtiny jsou endemity, tj. vyskytují se pouze v této lokalitě. V Bajkalu je soustředěna jedna pětina světových zásob povrchové sladké vody.

## Geografie

### Popis
Bajkal je tvořen hlubokou příkopovou propadlinou na rozhraní dvou tektonických desek (eurasijské a amurské), které se každým rokem rozestupují zhruba o 2 cm. Má rozlohu 31 500 km². Je 636 km dlouhé a šířka se pohybuje v rozmezí od 27 do 79,4 km. Rozloha povodí je 557 000 km². Celkový objem vody je 23 000 km³. Průměrná nadmořská výška hladiny jezera je 456 m.

### Pobřeží
Je obklopené horskými hřbety vysokými až 2 000 metrů nad jeho hladinou. Pobřeží je jen mírně členité. Je přibližně 2 100 km dlouhé. Jeho největší záhyby jsou zálivy Barguzinský, Čivyrkujský a Velký Proval, zátoky Ajaja a Frolicha a poloostrov Svatý nos.

### Dno
Kotlina jezera se rozkládá přímo uprostřed Bajkalské riftové soustavy. Podle geofyzikálního výzkumu se pod vodní masou v různých částech kotliny nacházejí usazené vrstvy o tloušťce až 6 000 metrů. Za začátek vytváření bajkalské propadliny a jejího zaplňování vodou považuje většina vědců konec paleocénu a raný neogén (tzn. celkový věk jezera je přibližně 25 milionů let). Tektonické pohyby pokračují i v současné době, o čemž svědčí mnohá zemětřesení v oblasti, která jsou někdy doprovázena viditelným propadem částí břehů a dna jezera. V roce 1862 se v severní části delty Selengy propadl do hloubky 10 metrů pod vodu kus pobřežní souše o rozloze 200 km² a na jeho místě vznikl záliv Velký Proval.
Kotlina Bajkalu se vyznačuje nesouměrností příčného řezu. Velká prudkost pobřežních a podvodních svahů na západním břehu je v kontrastu s mírnějšími východními břehy s nevelkými plochami mělčin. Pobřežní části s hloubkou do 50 metrů tvoří pouze okolo 8 % rozlohy dna.

### Ostrovy
Na jezeře je 27 ostrovů, z toho 22 stálých a 5 periodicky zaplavovaných. Největší jsou ostrovy Olchon (730 km²) a Velký Uškanij (9,4 km²).

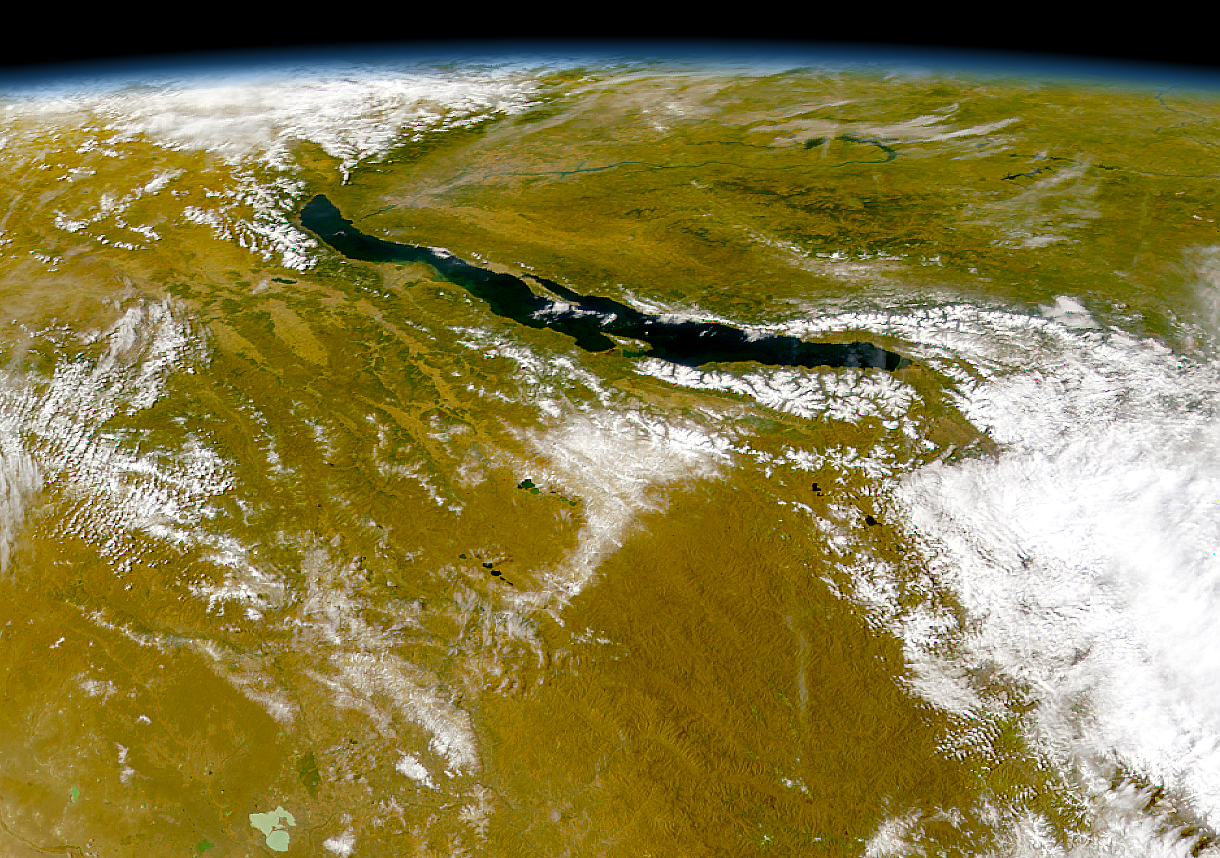
Pohled na jezero ze satelitu OrbView-2
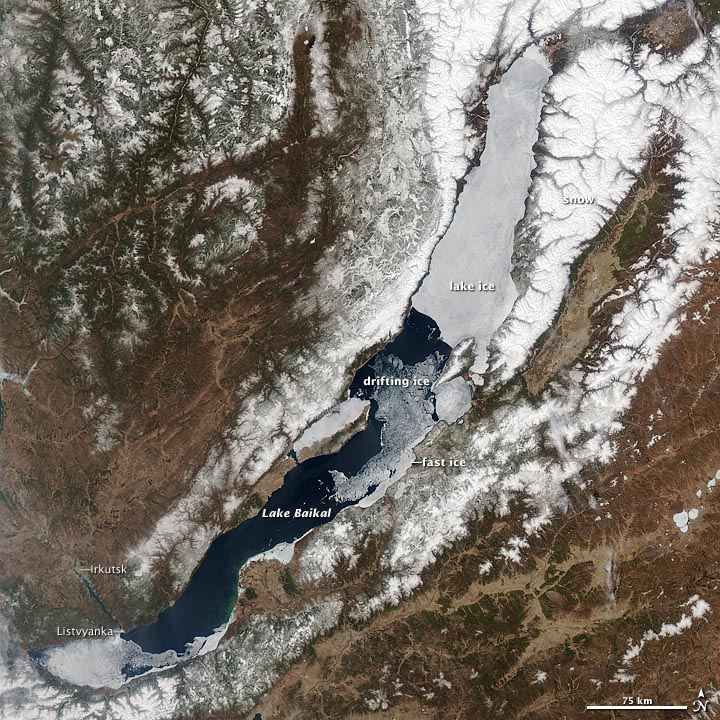
Jarní tání ledu na Bajkale
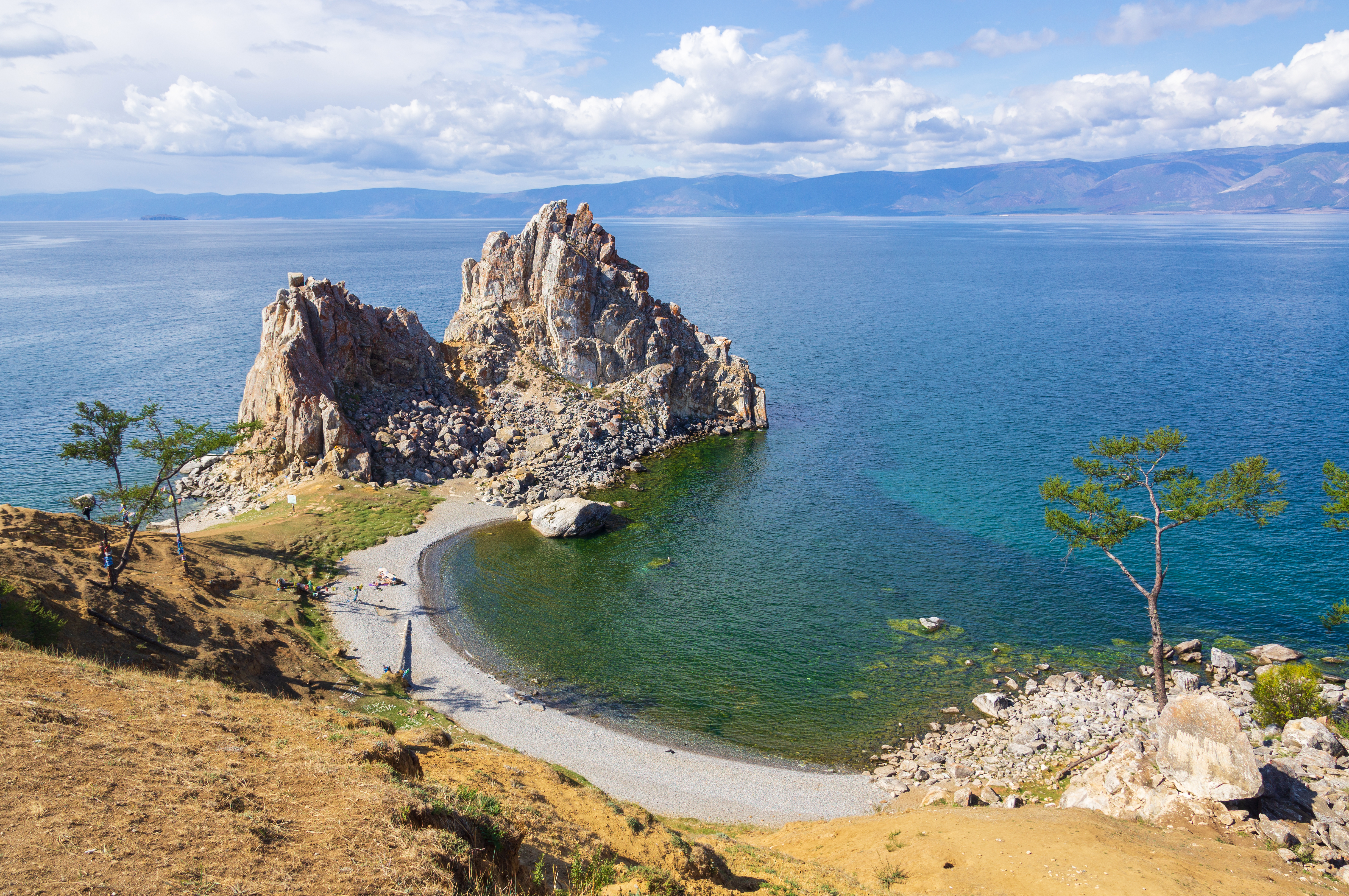
Ostrov Olchon
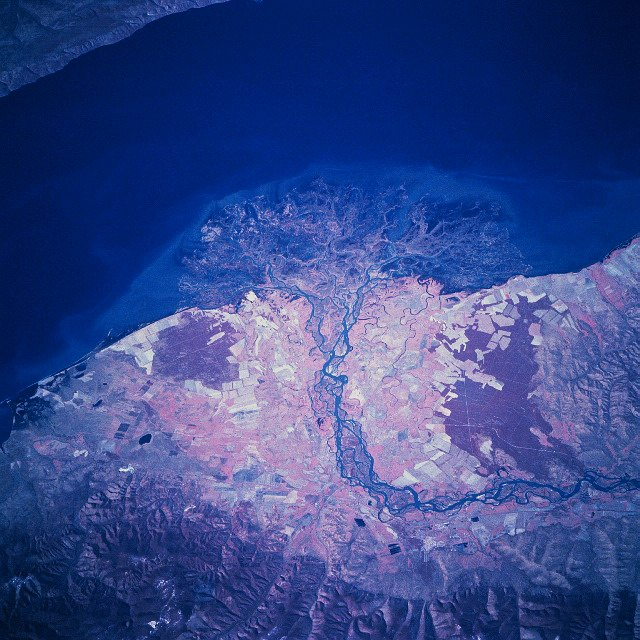
Delta řeky Selenga, hlavního přítoku do jezera
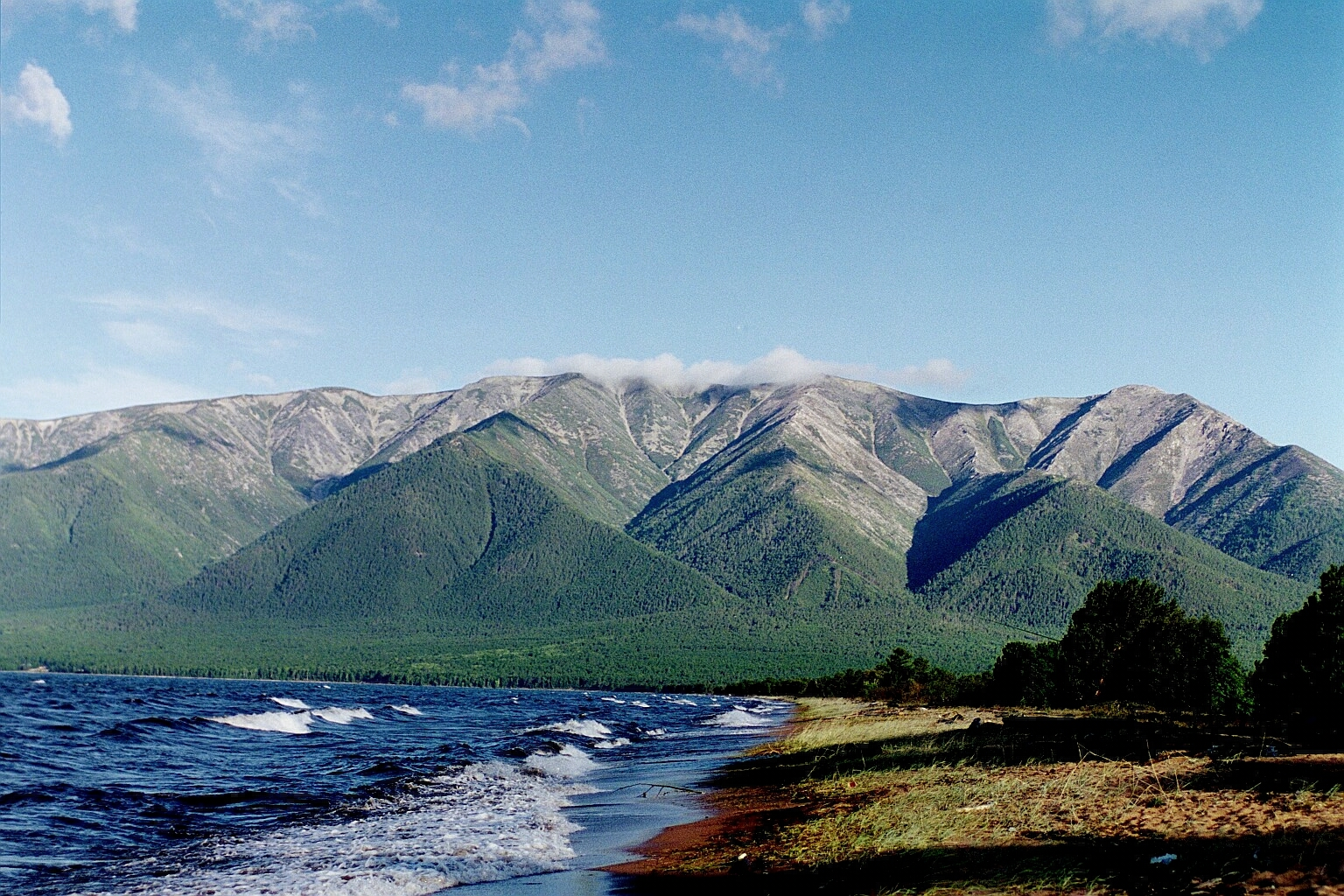
Hory na pobřeží jezera Bajkal

## Vodní režim

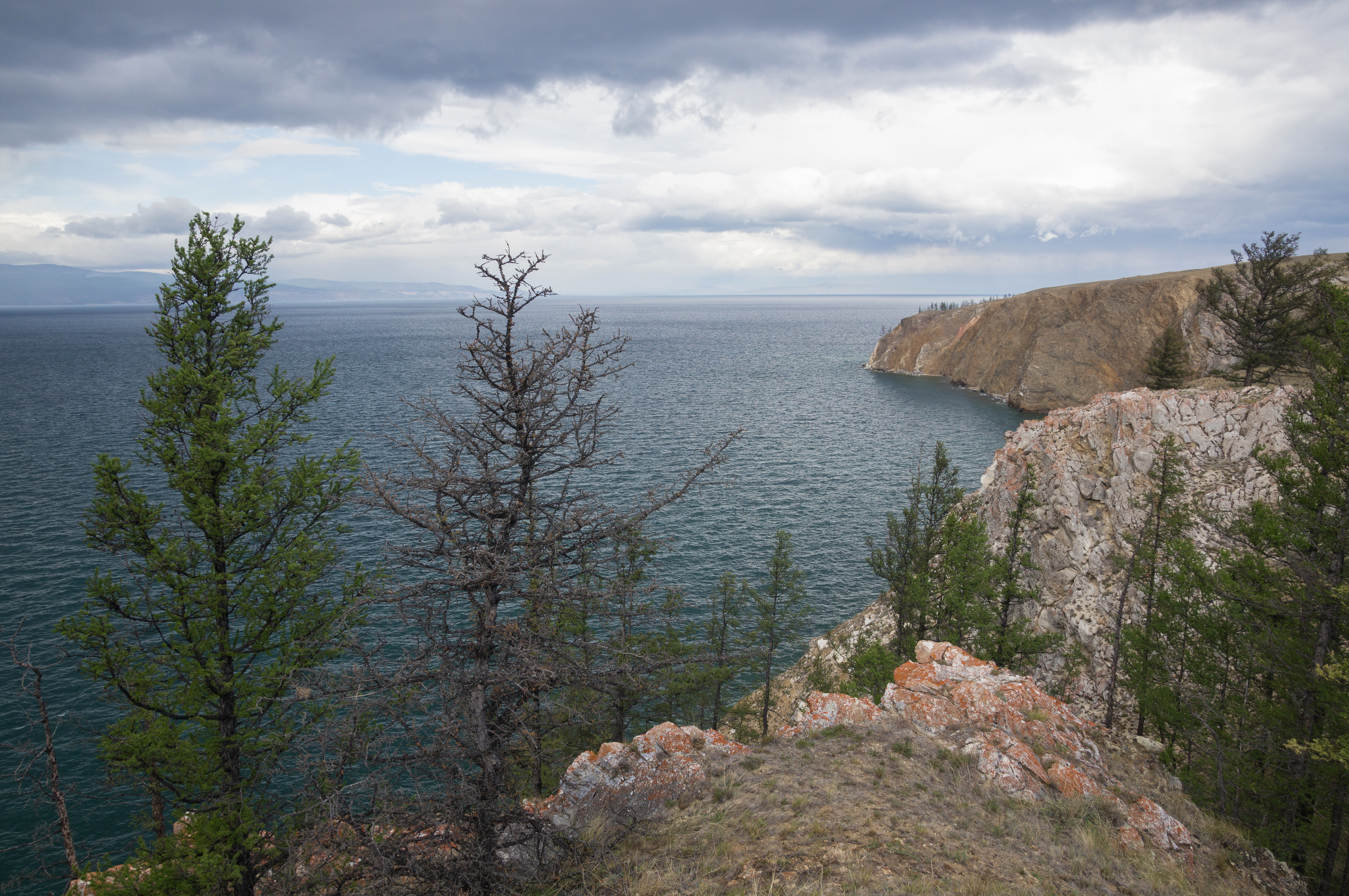
Podzim na Bajkale

Do Bajkalu ústí 336 řek a říček, z nichž největší jsou Selenga, Barguzin, Horní Angara, Turka a Sněžnaja. Odtéká z něj Angara (Dolní Angara), která ústí do Jeniseje. Roční množství srážek uprostřed jezera a na severu je 200 až 350 mm, na jihu 500 až 900 mm. Je zde mnoho horkých pramenů, z nichž některé se využívají (Gorjačinsk, Chakusy).
Hlavní roli ve vodní bilanci hrají přítoky říčních vod (58,24 km³) a srážky (9,26 km³), odtok přes Angaru (60,07 km³) a odpařování (9,45 km³). Rozdíl připadá na přítok podzemních vod. Přibližně 50 % ročního přítoku připadá na Selengu. Nejvyšší úroveň hladiny jezero dosahuje v srpnu a září a nejnižší v březnu a dubnu. Průměrná roční hodnota kolísání hladiny činí 0,8 m, stoletá 3 m. Průměrná dlouhodobá úroveň hladiny jezera stoupla přibližně o 1 m po postavení Irkutské přehrady.
Kotlina jezera leží v centru Asie, kde je ryze kontinentální klima. Velký objem jezera má zmírňující dopad na klima na pobřeží. Sezónní a denní kolísání teploty a vlhkosti vzduchu je mírně sníženo. Ve srovnání s okolními oblastmi je u Bajkalu mírnější zima a chladnější léto. Průměrná teplota vzduchu v lednu a únoru je okolo - 19 °C a v srpnu okolo 11 °C.
Oblast Bajkalu je charakteristická složitým systémem větrů. Převládají západní a severozápadní větry z břehu na jezero (gornaja a v oblasti ostrova Olchon sarma). Na podzim a na začátku zimy dosahují větry rychlosti uragánu 30 až 40 m/s. Jižní a jihovýchodní větry se nazývají šelonnik, podélné větry ze severovýchodu věrchovik a barguzin, z jihozápadu kultuk. Větrné vlny dosahují většinou výšky 1 až 3 m, ale někdy 4 až 5 i více. Konvektivní a turbulentní promíchávání zachvacuje horní vrstvy vody až do hloubky 250 m, hlouběji promíchávání slábne. V důsledku větrů v létě dochází k pohybu povrchové teplé vody k protilehlému břehu a ke vzestupu hlubinné chladné vody u břehů, od kterých fouká vítr.

## Vlastnosti vody
Teplota vody na povrchu je v srpnu na odkryté části 9 až 12 °C a u břehu někdy až 20 °C. Sezónní kolísání teploty se projevuje do hloubky 250 až 300 m. Hlouběji je teplota stálá 3,2 až 3,5 °С. Ve vrstvách u dna, ve velkých hloubkách, byl zaznamenán vzestup teploty vody v důsledku ohřevu vnitřním teplem Země. Bajkal zamrzá většinou v lednu a rozmrzá v květnu. Tloušťka ledu je 70 až 115 cm.
Voda je velmi průzračná (až 40 m), málo mineralizovaná a mírně alkalická. Celkový obsah soli nepřevyšuje 150 mg/l. Iontové složení je obdobné jako v přítocích. Voda je bohatá na kyslík ve všech vrstvách až do nejhlubších míst. Jeho obsah neklesá pod 9 až 10 mg/l.
Chemické látky obsažené ve vodě Bajkalu a jeho přítoků (několikaletý průměr v mg/l) jsou hydrogenuhličitany (66,5/79,3), sírany (5,2/6,7), chloridy (0,5/0,8), vápník (15,2/20), hořčík (3,1/4,3), sodík (3,8/3,4), draslík (2,0/1,7), křemík (1,1/4,2), železo (0,02/0,16) a organické látky (3,2/10,3).

## Fauna a flóra

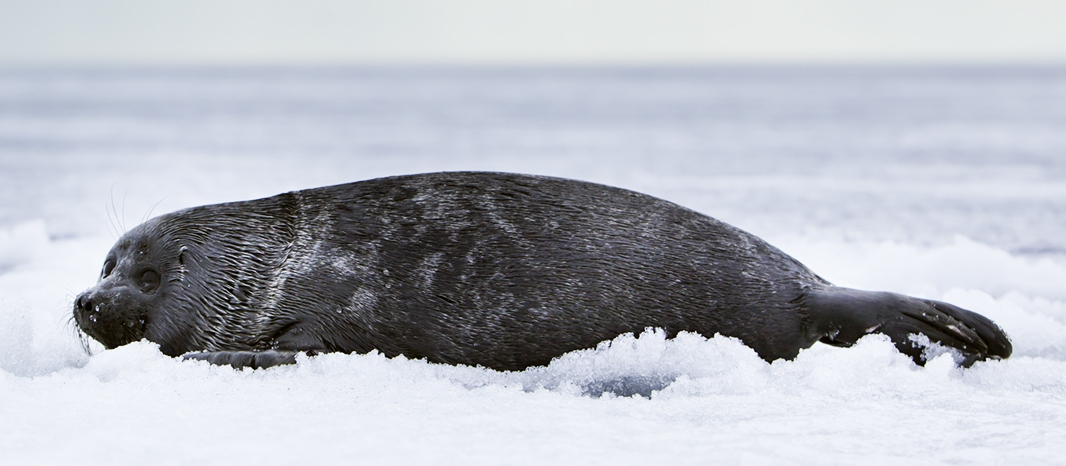
Tuleň bajkalský

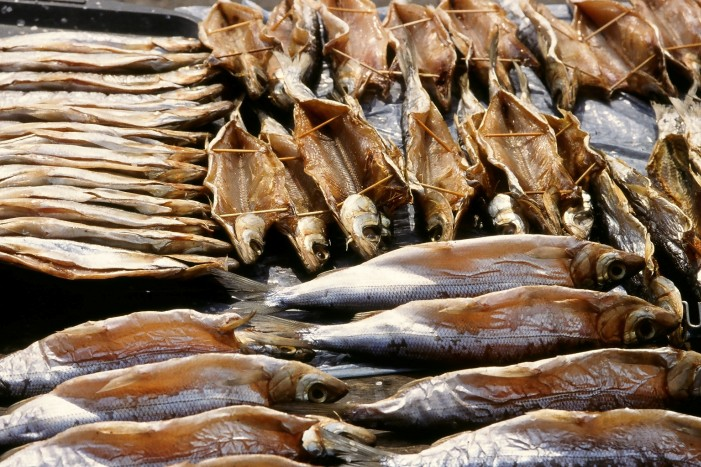
Ryby omul na trhu

Rostlinný a živočišný svět jezera je velmi bohatý. Od hladiny až po nejhlubší místa ho obývá na 600 druhů rostlin a 1 200 druhů živočichů. Tři čtvrtiny druhů se vyskytují pouze zde. Z rostlin je to především mnoho druhů rozsivek. Z prvoků zde žije mnoho druhů nálevníků (okolo 300 druhů). Svérázní jsou bajkalští houbovci. Dále zde žije velké množství červů, měkkýšů, chrostíků a především korýšů. Právě korýši jsou významnou složkou jídelníčku ryb.
V jezeře žije 50 druhů ryb ze 7 řádů. Nejpočetněji je zastoupena skupina hlaváčovitých (25 druhů). Hlavní průmyslový význam z lososovitých má omul, který představuje ⅔ celkového ročního výlovu. Dále následují lipani a síhové. Největší představitel vodní fauny je jeseter, který dosahuje délky až 180 cm a váží 100 až 120 kg. Z ryb, které se průmyslově neloví, je nejznámější holměnka velká, živorodá ryba, která patří k endemickému řádu. Ze savců je nejznámější něrpa – tuleň bajkalský, v současné době kriticky ohrožený nezákonným lovem.

## Využití

### Doprava

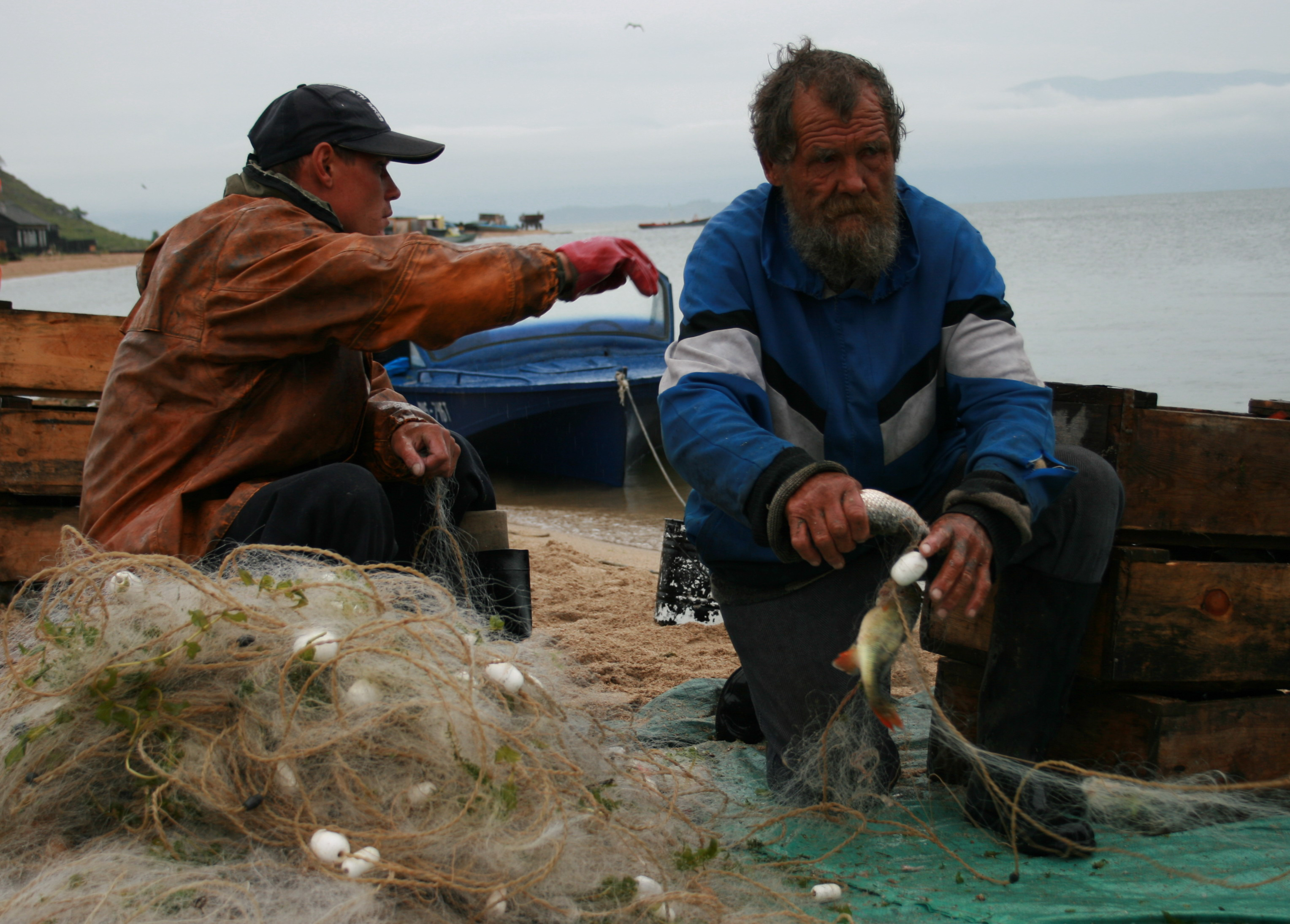
Rybáři na Bajkale

Na jezeře je rozvinutá místní lodní doprava a splavování dřeva.
V severní části Bajkalu je jedna z mála možností jak se dostat ze západního břehu na východní právě cesta trajektem. Vodní cesta Severobajkalsk - Chakusy nabízí nevšední cca 2,5hodinový zážitek. V Chakusy je pak oblíbené rekreační centrum s termálními prameny a možností mnoha výletů či prostě jen krásné místo k odpočinku.

### Osídlení pobřeží
Na pobřeží leží města Sljuďanka, Bajkalsk a Babuškin, dále přístavy a obydlená místa Bajkal, Tanchoj, Vydrino, Usť-Barguzin, Nižněangarsk, Chužir a další. Většina z nich se nachází na jižním a jihovýchodním břehu. Ve vesnici Listvjanka je limnologický ústav a ve vesnici Velké Koty hydrobiologická stanice. Na břehu se rovněž nacházejí turistické chaty. V oblasti Bajkalu je rozvinutý těžební a papírenský průmysl, výstavba lodí, zpracovávání ryb a rybolov.

### Sport

#### Dálkoví plavci na Bajkalu

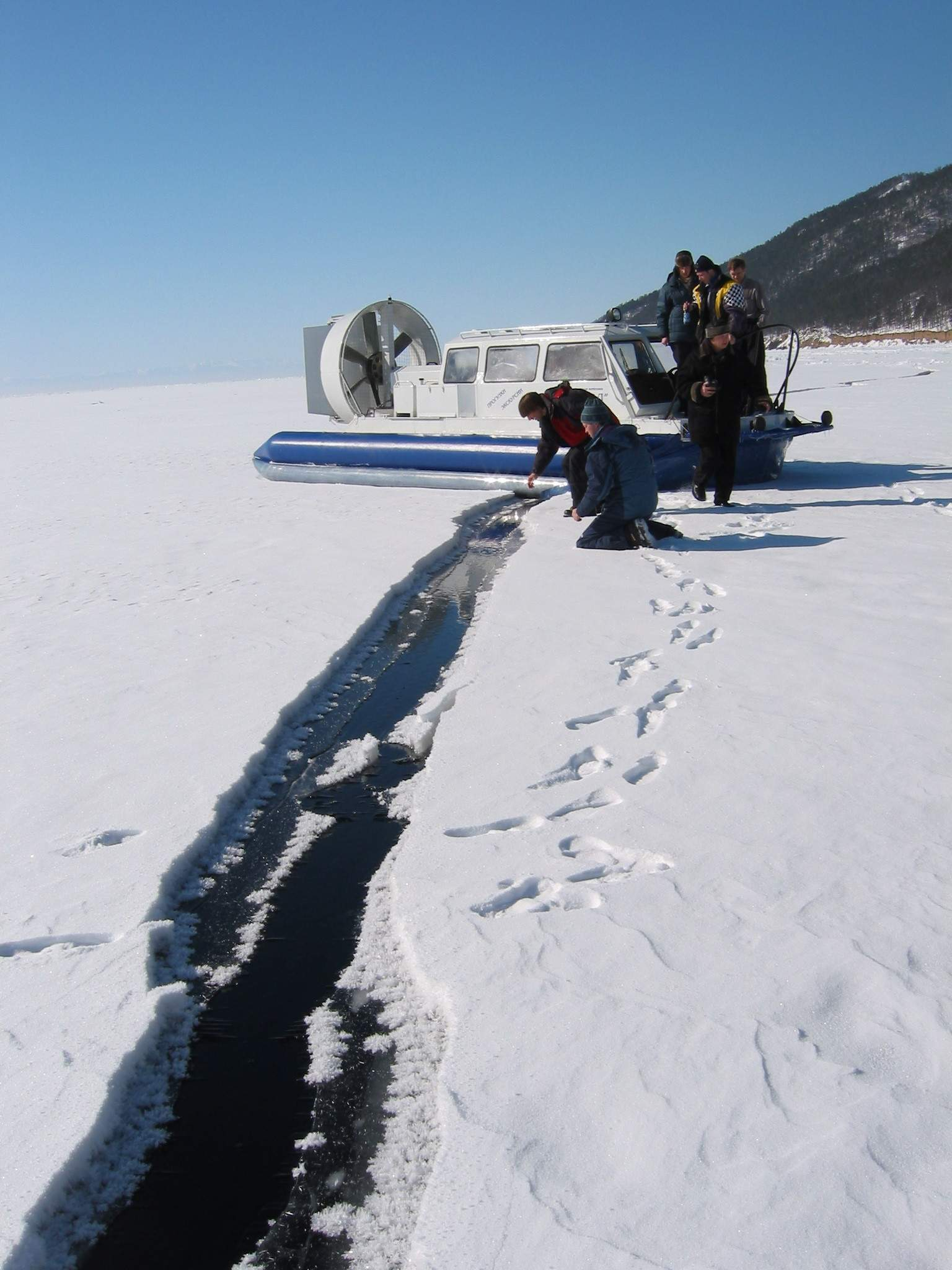
Prohlídka trhliny v ledu

- 1990 — československý dálkový plavec Ján Novák se v roce 1990 stal prvním člověkem, který přeplaval Bajkal

#### Zimní přechody jezera Bajkal
- Únor/březen 2003 - Stefan Wackerhagen a Stephan Reichelt z Německa uskutečnili první přechod jezera Bajkal na délku. Jejich přechod proběhl v kategorii unassisted a přechod trval 32 dnů.[1]

- 2007 - Conrad Dickenson, Hilary Dickenson, Alistair Guthrie a Antony Baird překonali délku jezera Bajkal za 21 dnů. Expedice s sebou měla tažné padáky a použila je. Podle jejich zpráv jim ale vhodný vítr foukal za celou dobu pouze na 2,5 hodiny.[2]

- Únor/březen 2008 - Hardy Brandstötter z Rakouska uskutečnil sólo přechod jezera Bajkal. K přechodu používal tažný padák, kolik přesně dnů na ledě strávil, neuvádí.[3]

- Únor/březen 2010 - Václav Sůra a Pavel Blažek z Česka uskutečnili první český přechod jezera Bajkal (Expedice Bergans Bajkal 2010). Přechod trval 24 dnů a 6 hodin a stal se tak do té doby druhým nejrychlejším přechodem jezera na světě v kategorii unassisted.[4]

- Březen 2010 - Ray Zahab a Kevin Vallely z Kanady uskutečnili rychlostní přechod jezera Baikal. Expedice probíhala v kategorii unassisted a s 13 dny a 16 hodinami strávenými na ledě se stala nejrychlejší expedicí na světě, která kdy jezero přešla.[5]

- Únor 2016 - David Šelicha a Filip Zloch z Česka uskutečnili první známý unassisted přechod jezera Bajkal ze Severu na Jih. Přechod přerušen 11. den v polovině ostrova Olchon, z důvodu nebezpečného tání jižního úseku plánované trasy.[6]
- Únor 2019 - Daniel Born a Ladislav Smrž z Česka uskutečnili přechod jezera Bajkal z jihu na sever v kategorii unsupported a unassisted. Přechod trval 16 dní a 6 hodin. Born se tak ve svých 22 letech stal nejmladším člověkem, který přechod absolvoval.[7][8]
- Únor 2020 - Stanislav Hank, přechod jezera z jihu na sever. Ztížené podmínky v tom, že 80 % jezera bylo pod sněhem.

## Ekologie

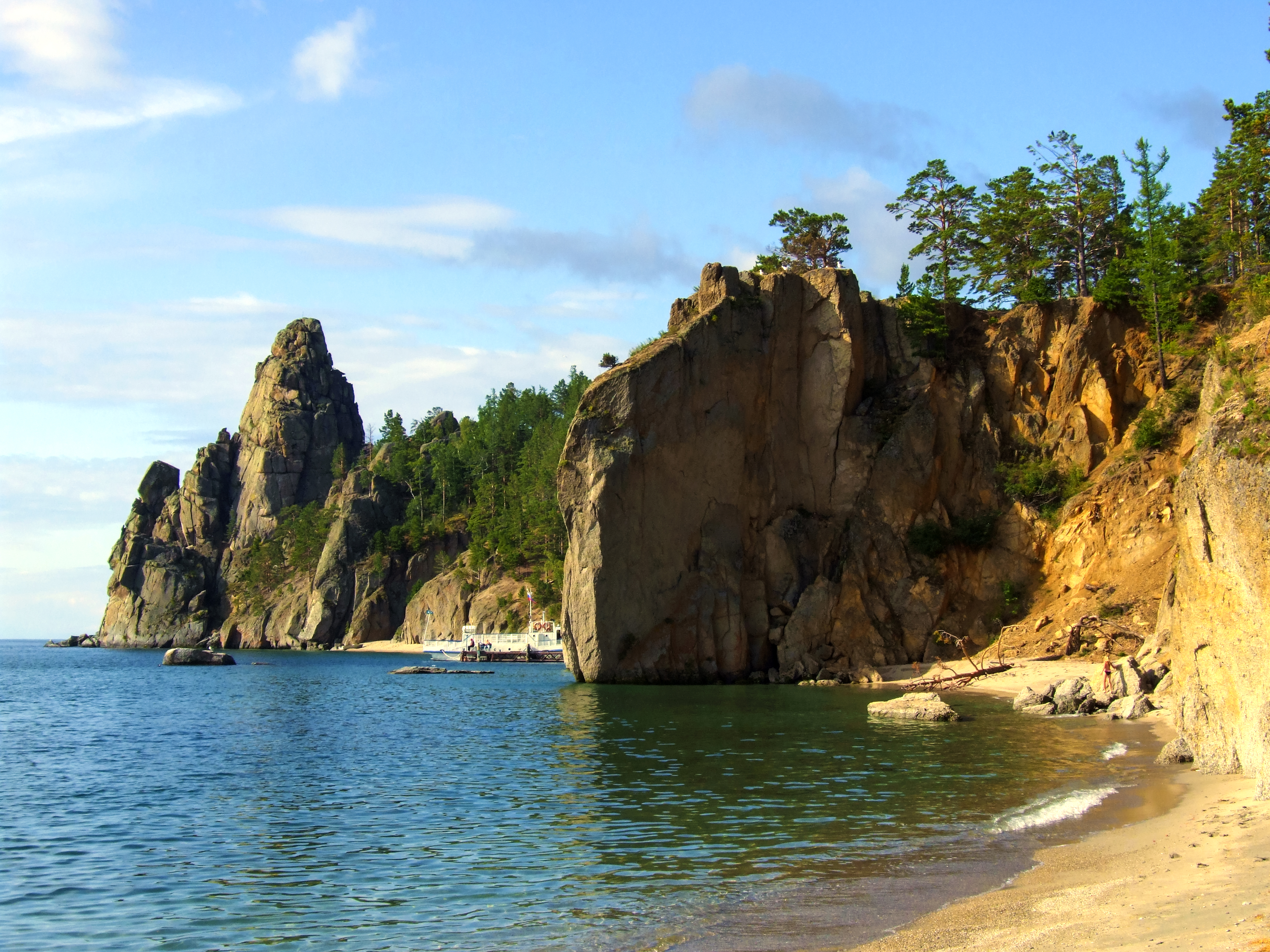
Záliv Pesčanaja

Jezero Bajkal je unikátním ekologickým systémem, chráněným na základě federálního zákona z roku 1999 „O ochraně jezera Bajkal“. Na základě tohoto zákona byl v tzv. Bajkalském přírodním teritoriu (široká oblast okolo jezera, sahající až k mongolským hranicím) zaveden speciální režim pro hospodářské a jiné činnosti.
Lidská činnost má na ekosystém jezera samozřejmě negativní vliv. Dlouhodobě byl velkým problémem provoz papírny ve městě Bajkalsk, tu se ale již podařilo uzavřít. Dále však zůstává velkým zdrojem znečištění řeka Selenga. K nejčastějšímu porušování zákonů o ochraně přírody docházelo roku 2010 na Bajkale v souvislosti s nelegálním kácením stromů a odstraňováním křovin (78,5 % zjištěných případů). Dále se jednalo o nezákonný rybolov (12,4 %), ničení a poškozování lesů (8 %), pytláctví, znečišťování vod, porušování veterinárních pravidel a pravidel boje proti onemocnění rostlin (0,9 %). Nejvíce takovýchto činů bylo zaregistrováno, stejně jako v předešlých letech, v Burjatské republice (42,7 %).

### Hlavní zdroje znečištění

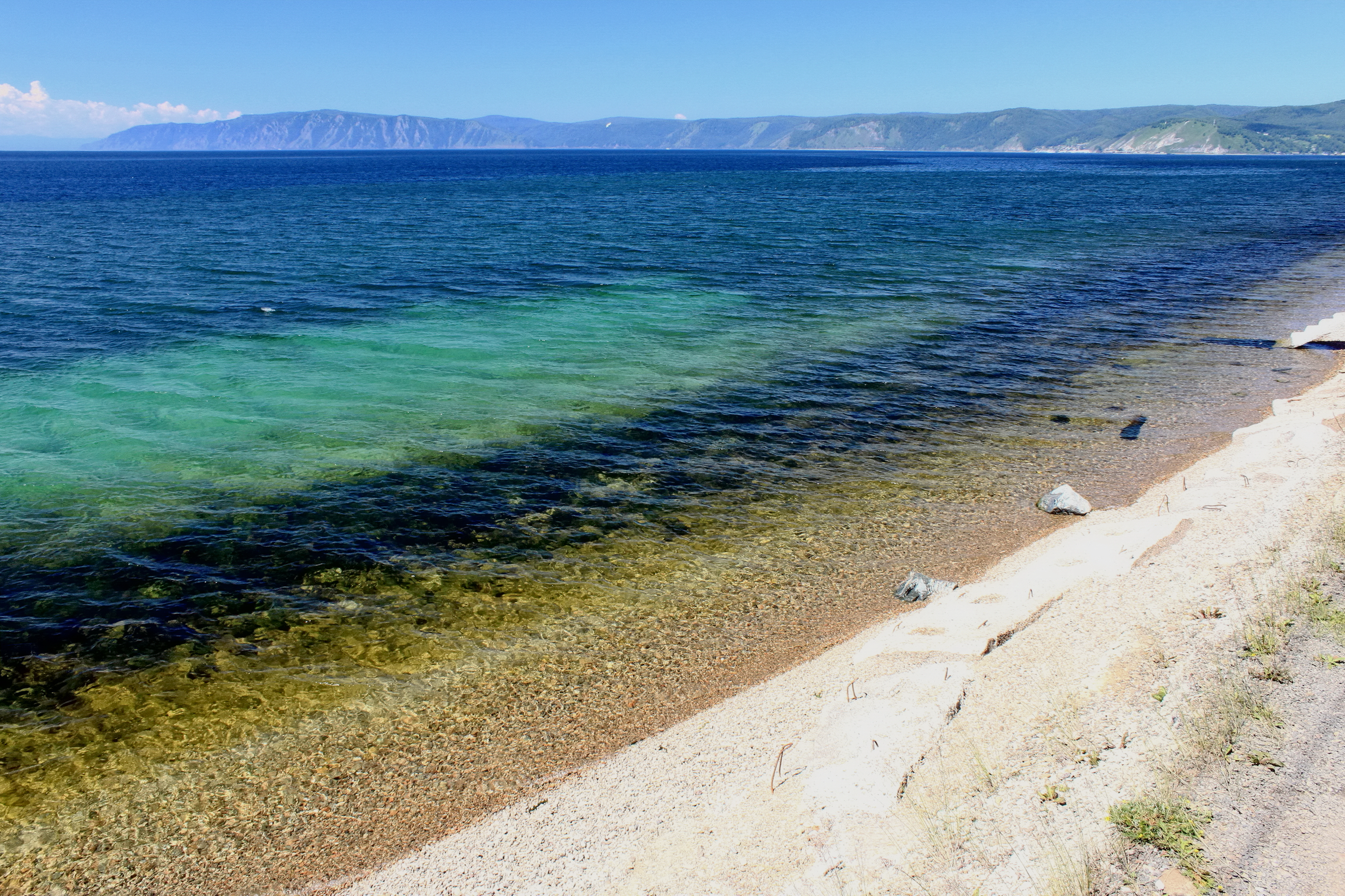
Průzračné vody Bajkalu u obce Listvjanka

Řeka Selenga je největším přítokem jezera, ročně přinese 30 km3 vody, což představuje polovinu všech přítoků do Bajkalu.
Hlavní zdroje znečištění Selengy se nachází v Mongolsku, přičemž velkou roli zde hrají přítoky. V povodí Selengy totiž leží například mongolské hlavní město Ulánbátar, zlaté doly v oblasti Zaamar či různé těžební podniky na horním toku řek Orchon gol a Charaa gol. Mimo to jsou také velkým zdrojem znečištění průmyslové odpadní vody z města Darchan, velkého průmyslového centra v severním Mongolsku, ve kterém fungují strojírenské kombináty, továrna na zpracování kůží, ocelárna nebo různé potravinářské závody.
Na území Ruska je největším znečišťovatelem Selengy město Ulan-Ude, jehož čističky nejsou schopny upravit odpadní vody z průmyslových podniků a domácností na požadovanou kvalitu. Navíc většina čističek odpadních vod v povodí Bajkalu v Burjatské republice se nachází v havarijním stavu, přičemž v mnohých venkovských sídlech se vůbec žádná kanalizace ani čističky odpadních vod nenacházejí.
Dlouhodobě neřešeným problémem zůstává únik ropných produktů do řeky Selengy v katastru obce Stěklozavod. Na znečištění vod Bajkalu mají podíl i hlavní přítoky Selengy, řeky Čikoj a Chilok, nacházející se převážně v Zabajkalském kraji.
Vážné ohrožení ekosystému Bajkalu představuje průmyslový a komunální odpad. Příkladem vážného ohrožení průmyslovým odpadem je Džidinský wolframo-molybdenový kombinát. Ten fungoval v letech 1934–2001, přičemž zamořil asi třetinu území města Zakamensk. Dodnes se odtud dostávají do Bajkalu vysoce nebezpečné chemické látky. Říčka Mondokul, protékající Zakamenskem, je nejzamořenějším vodním tokem Bajkalského přírodního teritoria.

### Bajkalská papírna

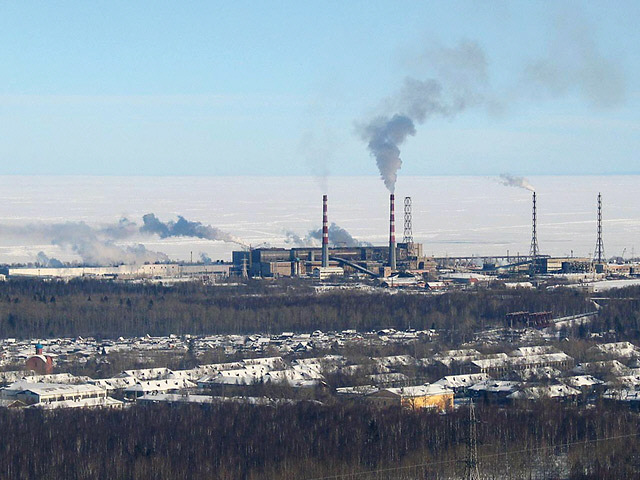
Bajkalská papírna v provozu (2008)

Roku 1966 byla uvedena do provozu Bajkalská papírna (Байкальский целлюлозно-бумажный комбинат), která se stala velkým znečišťovatelem okolního životního prostředí. Zplodiny z této továrny způsobovaly usychání okolních lesů. V září 2008 byl v továrně zaveden systém uzavřené cirkulace vod, aby bylo zamezeno úniku nečistot do jezera. Tento systém se však záhy ukázal jako nefunkční a papírnu bylo nutno již za měsíc odstavit.
13. ledna 2010 vydala ruská vláda nařízení o okamžitém zákazu výroby celulózy, papíru a kartonu bez uzavřeného systému provozních vod. Toto nařízení také nově upravovalo způsob skladování, ukládání a spalování odpadu na břehu jezera Bajkal, zapsaného na seznam světového dědictví UNESCO.
Navzdory četným protestům aktivistů začala papírna v červenci 2010 v průmyslovém měřítku opět produkovat bělenou celulózu.
Vzorky odebrané výzkumnou ponorkou Mir však ukázaly, že voda v blízkosti závodu vykazuje vysokou koncentraci dioxinů, které jsou velmi nebezpečné pro jakékoli živé organismy. Znečištění dioxiny v blízkosti papírny bylo asi 40–50krát větší než ve středních částech jezera. Vzorky byly odebírány v různých hloubkách a v absolutní většině případů došlo k překročení limitů pro dioxiny 3–8krát. V únoru 2013 přijala vláda Ruské federace rozhodnutí o uzavření Bajkalské papírny, v září 2013 byl provoz ukončen a zaměstnanci podniku byli propuštěni. Ačkoli se během roku 2013 ještě objevovaly zprávy o možném znovuotevření továrny, 28. prosince 2013 rozhodla ruská vláda o likvidaci zařízení papírny a ekologických škod s ní souvisejících a o zřízení ekologického centra Chráněná území Ruska (Заповедники России).

### Irkutská přehradní nádrž

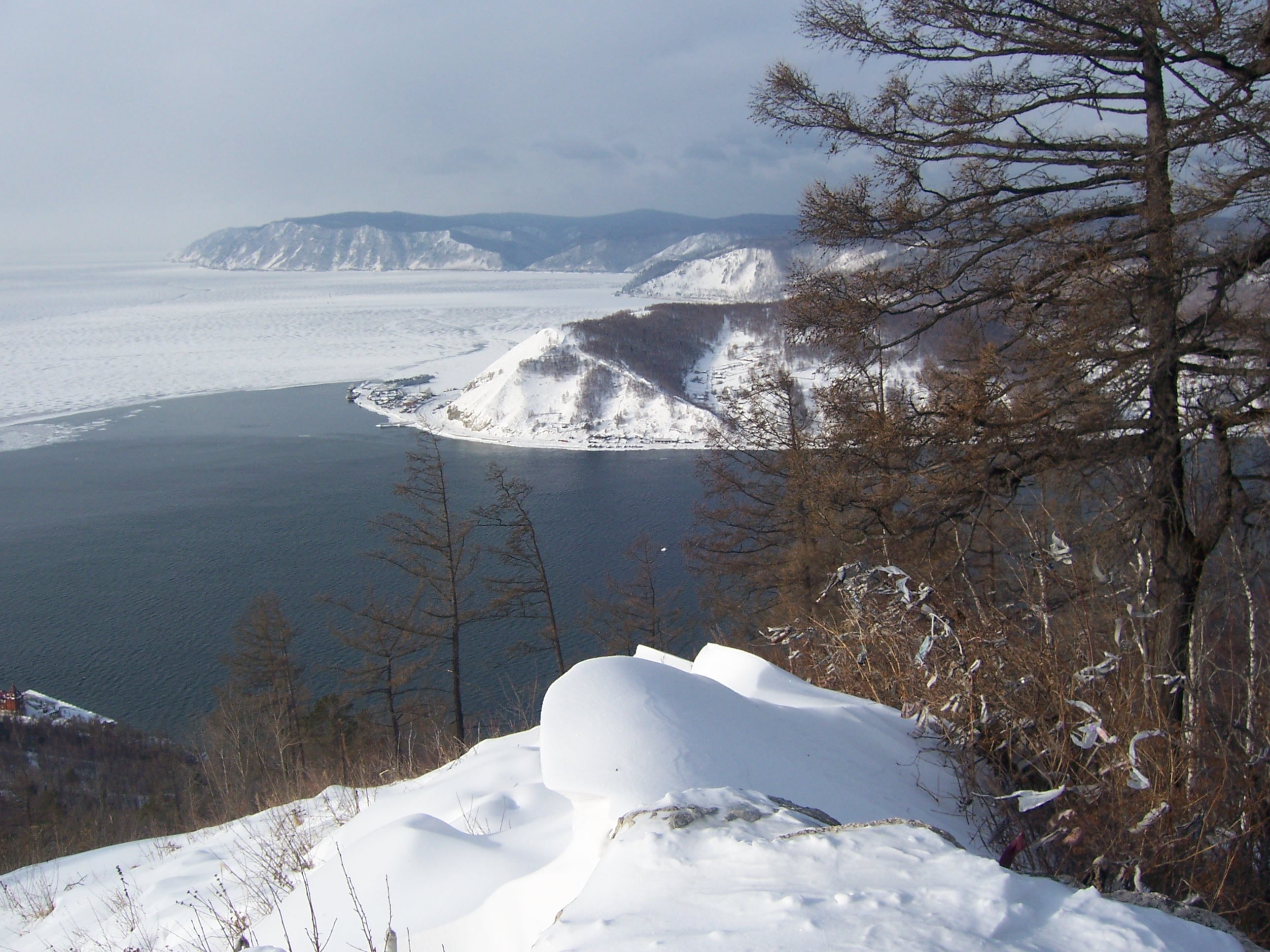
Místo, kde řeka Angara vytéká z Bajkalu

Od roku 1956 je jezero využíváno v energetice – stalo se součástí Irkutské přehradní nádrže, v důsledku čehož stoupla vodní hladina Bajkalu téměř o 1 metr. Stavba přehrady je považována za zatím největší lidský zásah do ekosystému jezera. V době výstavby dokonce existoval plán, podle kterého by se urychlilo napouštění přehrady za cenu dočasného snížení hladiny jezera o 5 metrů. Pod tlakem veřejnosti bylo ovšem od tohoto nápadu upuštěno.
V letech 1959–1962 stoupla v souvislosti s dokončením elektrárny hladina jezera o 1,2 metru, přičemž docházelo k umělým výkyvům výšky hladiny až 1,32 m za rok. To vše vedlo k tomu, že bylo zatopeno asi 500 km2 souše, došlo ke zničení řady pobřežních lesů a jiných rostlinných společenstev, nadto způsobilo zvýšení hladiny prudkou erozi prakticky po celém pobřeží, kdy břehy ustoupily o desítky metrů, na ostrově Jarki šlo dokonce o 100-350 metrů, přičemž ostrov samotný byl vodou rozdělen na několik částí. Tím však výčet negativních důsledků navýšení hladiny jezera nekončí: docházelo k odplavování a zmenšování pláží, rozvoji větrné eroze, při snížení stavu vody vznikaly mělké zálivy špinavé vody, degradovala místa rozmnožování ryb a ptačí hnízdiště. Z výše uvedených důvodů bylo iniciováno nařízení vlády Ruské federace č. 234 z 26. března 2001, které stanovuje maximální rozmezí hladiny Bajkalu od 456 do 457 m n. m.

### Ropovod Východní Sibiř – Tichý oceán
Firma Transněft realizovala stavbu ropovodu Východní Sibiř – Tichý oceán, který vede v blízkosti Bajkalu. Původně se předpokládalo, že ropovod povede v těsné blízkosti jezera, což by však znamenalo v případě potenciální havárie ekologickou katastrofu. Tyto plány pochopitelně vyvolaly velkou vlnu odporu a protestů, při největším z nich se sešel 18. března 2006 v Irkutsku mnohatisícový dav. Po jednání se sibiřskými gubernátory 26. dubna 2006 v Tomsku oznámil Vladimir Putin, že bude nutné projekt přepracovat a nevést ropovod blíže než 40 kilometrů od severního břehu jezera. V reakci na to Transněft projekt zásadně pozměnil tak, aby ropovod nevedl blíže než 350-400 kilometrů od břehů Bajkalu.

### Pytláctví

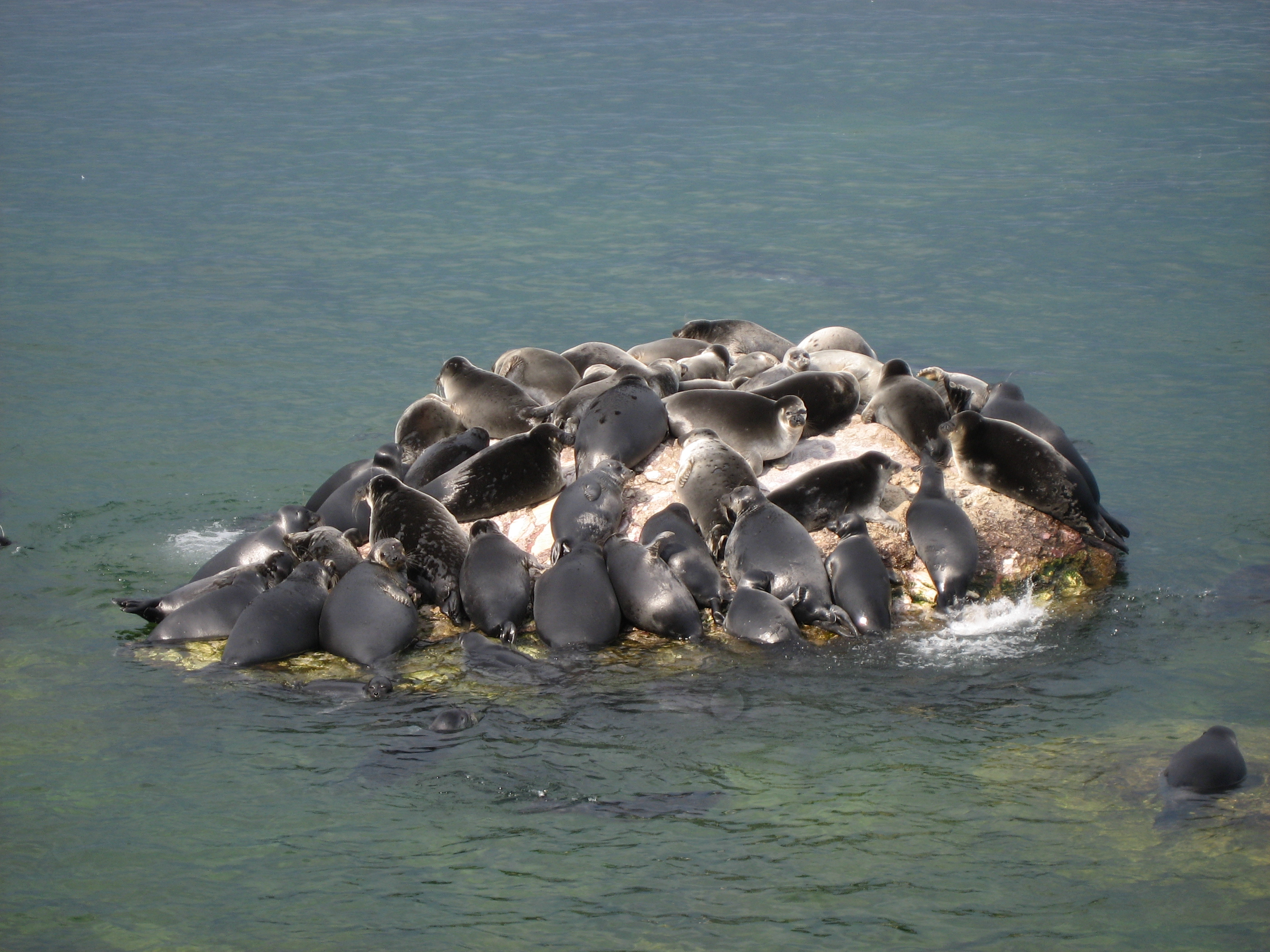
Něrpy odpočívající na kameni

Dalším problémem ohrožujícím faunu i floru jezera je pytláctví. Jedním z objektů nezákonného lovu je tuleň bajkalský (něrpa) a zejména jeho mláďata. Aby problematika úbytku populace tuleně bajkalského vstoupila hlouběji do obecného povědomí, byl roku 2003 zaveden v Rusku Deň něrpjonka (Den tuleního mláděte).
Problémem je také nelegální lov omula. Předpokládá se, že až polovinu úlovků této ryby mají na svědomí pytláci.

### Organizace zabývající se ochranou Bajkalu
Fond na pomoc při ochraně Bajkalu
Bajkalské ekologické hnutí
Světový fond na ochranu přírody
Ruský Greenpeace
Ekologický fond „Čistý Bajkal“ Nezisková organizace „Společně za obranu Bajkalu“

## Turismus

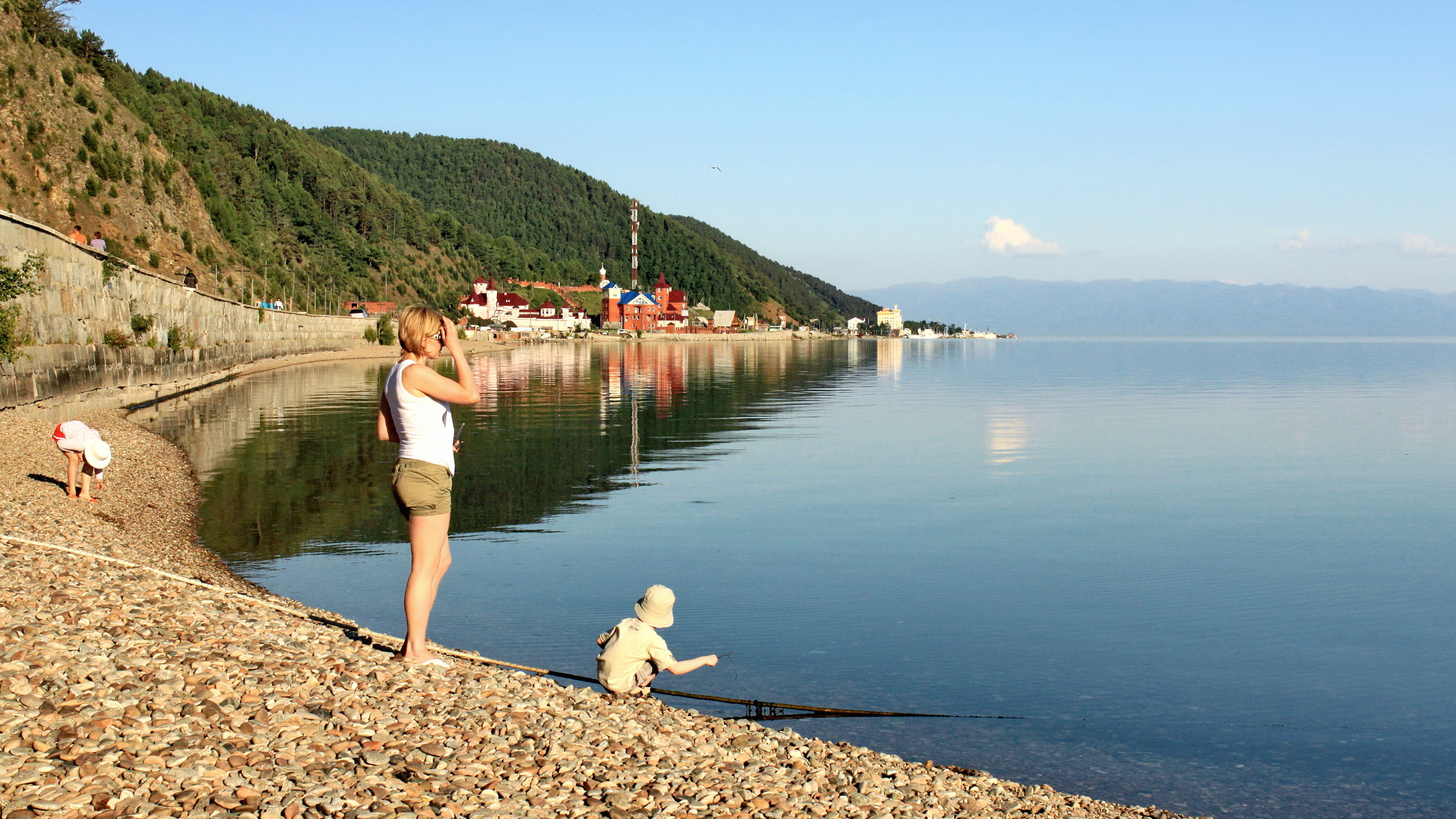
Listvjanka

Nejčastějším výchozím bodem pro cestu na Bajkal jsou města Irkutsk a Ulan-Ude, ze kterých k jezeru vyjíždí četné maršrutky i vlaky. Pokochat se pohledem na jezero je možné i přímo z vlaku při cestě po Transsibiřské magistrále úsekem Irkutsk - Ulan-Ude.
65 km od Irkutsku u výtoku Angary se nachází vesnice Listvjanka – jedno z nejpopulárnějších turistických míst Bajkalu. Z Irkutsku se sem lze dostat asi za hodinu autobusem či parníkem (po Angaře). Listvjanka nabízí velké množství organizovaných výletů a jiných aktivit, právě odtud je odpravována většina vyhlídkových plaveb po jezeře. Velmi populární jsou plavby na ostrov Olchon či na poloostrov Svatý nos.
Na břehu Bajkalu se nachází města Sljuďanka a Bajkalsk. V Sljuďance stojí železniční nádraží, které je celé postaveno z mramoru. Bajkalsk nabízí lyžařský areál, přičemž lanovka je v provozu i v létě. Za dobrého počasí je shora možno vidět až na druhou stranu jezera a na vrcholky Bajkalského pohoří.

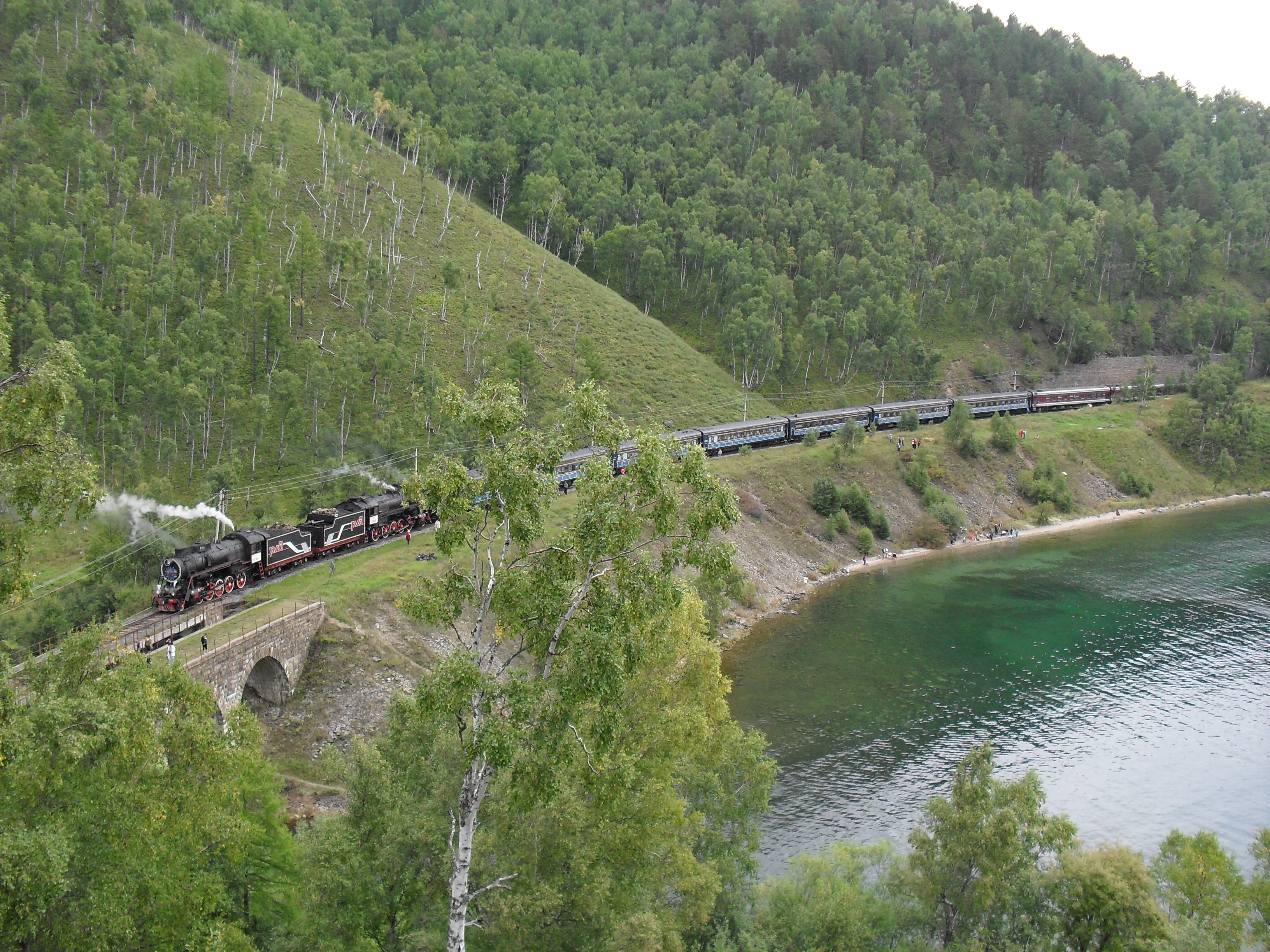
Historický vlak na Krugobajkalské železnici

Na východním břehu se těší pozornosti turistů Barguzinský záliv. Nedaleko od něj probíhá výstavba turisticko-rekreační zóny Bajkalský přístav (Байкальская гавань). Tato zvláštní ekonomická zóna byla vytvořena na základě rozhodnutí vlády RF v roce 2007 s cílem rozvoje turismu na Bajkale. Vláda chce investovat do infrastruktury Bajkalského přístavu 36 miliard rublů, přičemž soukromé subjekty, které zde investují, budou na dobu 5-10 let osvobozeny od daní. Počítá se s výstavbou zázemí jak pro letní, tak i pro zimní sporty.
Mezi vesnicemi Novyj Encheluk a Suchaja se poblíž řeky Zagza nachází stejnojmenný termální pramen.
Za jeden z nejkrásnějších koutů jezera je považován Čivyrkujskij záliv, plný malebných zátok, tajemných ostrovů a léčivých pramenů. Pěkný výhled na záliv je z vrcholků poloostrova Svatý nos, na který se lze snadno dostat z vesnice Usť-Barguzin.
Třicet kilometrů jižně od ústí řeky Selengy se nachází záliv Posolskij sor, kde funguje rekreační zóna Bajkalskij Priboj – Kultušnaja.
V severní části Bajkalu jsou v provozu vodoléčebné termální lázně Chakusy, do kterých se lze dostat pouze parníkem z Nižněangarsku či Severobajkalsku, popřípadě v zimě po ledu.
Okolo jezera budují dobrovolníci postupně systém ekologických stezek Velká bajkalská stezka, které mají po vzoru amerických dálkových pěších tras usnadnit pohyb turistů okolo Bajkalu.

### Turistické zajímavosti
| - Ostrov Olchon - Skála Šamanka na ostrově Olchon - Krugobajkalská železnice - Severní Bajkal | - Skála Šaman-kameň - Čivyrkujskij záliv - Barguzinský záliv - Uškanské ostrovy | - Záliv Pesčanaja - Mys Ludar - Mys Rytyj - Pik Čerského (horský vrchol) |

## Historie

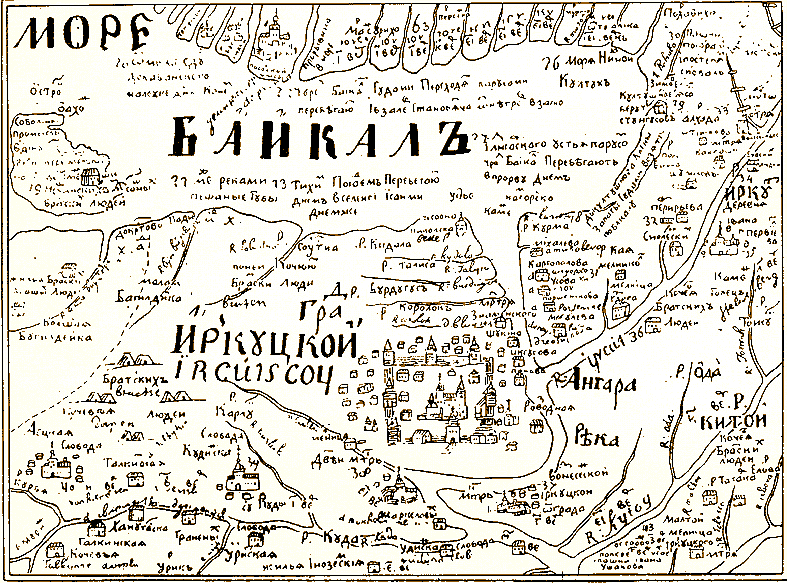
Schéma Irkutsku a okolí, vypracované v letech 1699-1701 S. U. Remezovem. Nemá měřítko, Bajkal je zde značně zmenšen. Severní část jezera je zakreslena vlevo. Remezov zde Bajkal nazývá mořem.

Jako první se o jezeře jménem "Bejchaj" zmiňují čínské písemné prameny už v roce 110 př. n. l. Čínské prameny také dokládají, že u jezera žily tehdy národy Kurykanů a Bargů. Ty později vytlačili Burjati, kteří postupně osídlili pobřeží jezera i Zabajkalsko. Obvyklé vysvětlení původu jména Bajkal je z turkického Баикуль - bohaté na ryby, není však vědecky doloženo. Je možné, že jde o slovo mongolského původu.
Za prvního ruského objevitele Bajkalu je považován kozák Kurbat Afanasjevič Ivanov, který se svou výpravou stanul na západním břehu jezera roku 1643. V této době bylo také nedaleko Bajkalu založeno významné kupecké město Irkutsk, čímž se v blízkosti jezera natrvalo usadili Rusové.
První vědomosti o jezeře byly získány v polovině 17. století (Kurbat Ivanov, Vasilij Kolesnikov, Ivan Pochabov aj.). Ve 2. polovině 17. století bylo jezero poprvé geograficky popsáno a byly učiněny první pokusy o vytvoření mapy (Nicolae Milescu, Fjodor Golovin, Semjon Remezov aj.). V letech 1771 až 1772 provedli účastníci expedice Carské akademie věd I. Georgi a Aleksander Puškarjov vyměření jezera a v roce 1773 sestavili mapu.
Velkou roli pro výzkum jezera sehrálo založení Východosibiřského oddělení Ruského geografického ústavu (1851), která stála v čele výzkumu Sibiře a Přibajkalí. Známé jsou práce V. Dybovského, V. Godlevského, Jana Czerského aj. V letech 1896 až 1902 sestavila hydrografická expedice pod vedením F. K. Driženka atlas a lodní mapu.

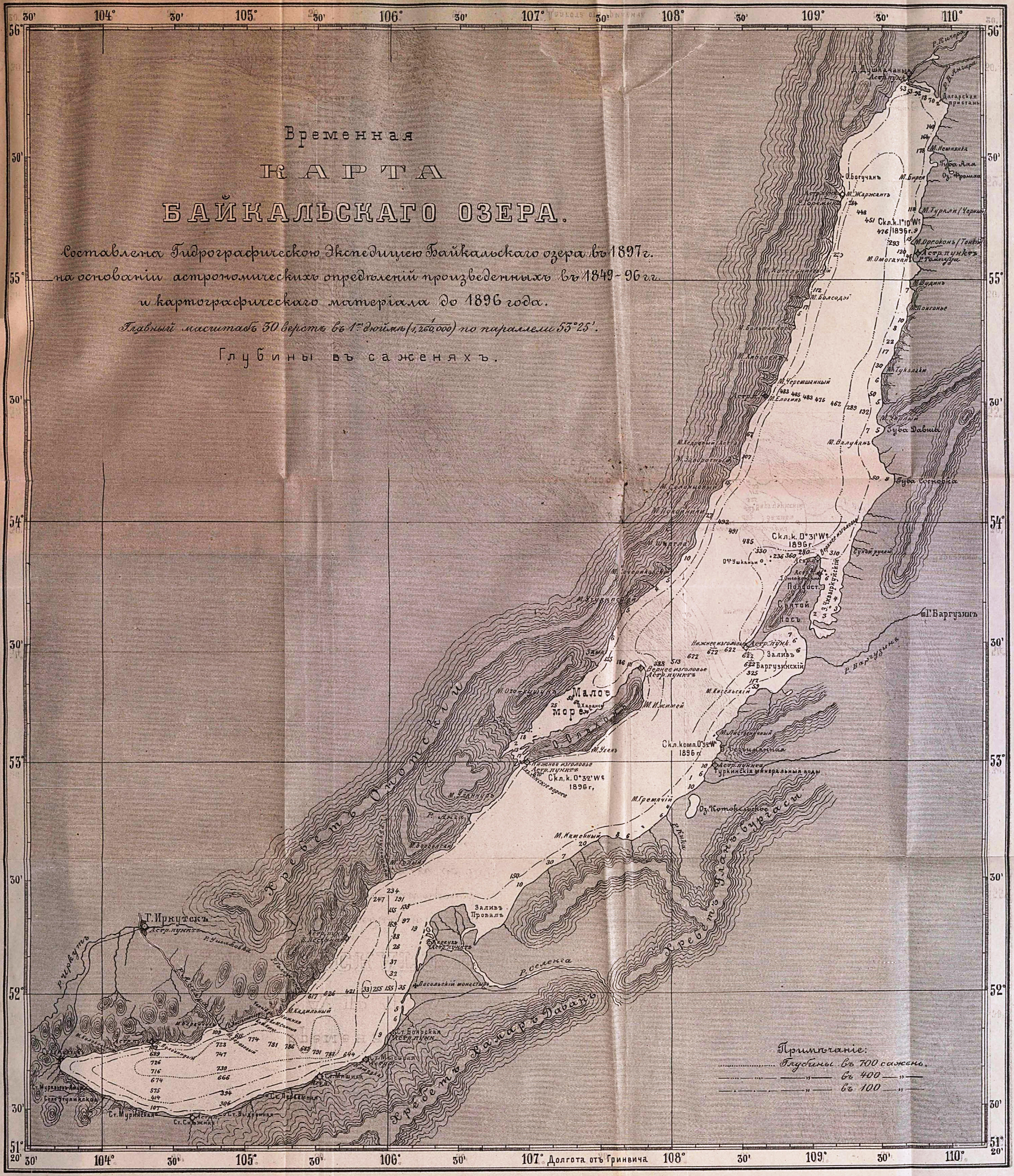
Hydrografická mapa Bajkalu z roku 1897

Roku 1916 byla na popud Zenona Franceviče Svatoše, zoologa českého původu, založena Barguzínská sobolí rezervace, jejímž cílem byla záchrana tehdy ohrožené populace sobola asijského. Téhož roku byla sestavena trvalá komise pro výzkum Bajkalu při akademii věd (N. V. Nasonov, V. Č. Dorogostajskij, I. I. Mesjacev, G. J. Vereščagin). Systematický celkový průzkum byl zahájen v roce 1925 stacionářem bajkalského oddělení Akademie věd SSSR, které bylo v roce 1928 reorganizováno na limnologickou stanici v Listvjance. Ta se v roce 1961 změnila na Limnologický ústav Sibiřského oddělení Akademie věd SSSR.
Roku 1899 byla k jezeru přivedena železnice, Krugobajkalská železnice však byla dokončena až r. 1905, do té doby museli cestující i náklad putující po Transsibiřské magistrále překonávat jezero na lodi.
16. srpna 1918 došlo na Bajkale k boji mezi československými legionáři a rudoarmějci. Čechoslováci se nalodili v Listvjance a dopluli do přístavu Posolská, kde přemohli skupinu rudoarmějců, přičemž zneškodnili i ozbrojený ledoborec Bajkal. Při incidentu padlo 19 Čechoslováků.
V letech 1950-1958 byla postavena Irkutská přehradní nádrž, která výrazně zvedla hladinu jezera.
Roku 1958 začali komsomolští úderníci se stavbou města Bajkalsk a Bajkalské papírny, donedávna jednoho z největších znečišťovatelů jezera.
Hloubka jezera byla poprvé změřena roku 1959, tehdy byla stanovena na 1620 m.
Roku 1996 bylo jezero Bajkal zapsáno na Seznam světového dědictví UNESCO.

## Legenda
Do Bajkalu přivádí své vody 336 řek a říček, vytéká z něj však jen jediná - Angara. Sibiřská legenda popisuje romantický příběh o Bajkalu, otci všech těchto řek, Angaře a Jeniseji. Angara se zamilovala do bohatýra Jeniseje, Bajkal ji však nechtěl k němu pustit. Angara tedy za Jenisejem od otce utekla; podle legendy Šaman-kameň, nacházející se uprostřed výtoku Angary z Bajkalu u vesnice Listvjanka (pozor na záměnu se skálou Šamankou na Olchonu, největším ostrově Bajkalu), hodil rozezlený otec Bajkal za neposlušnou dcerou, aby ji zastavil. Angaře se však přesto podařilo utéci a splynout s Jenisejem ve věčném objetí.